# منطقة الأرز

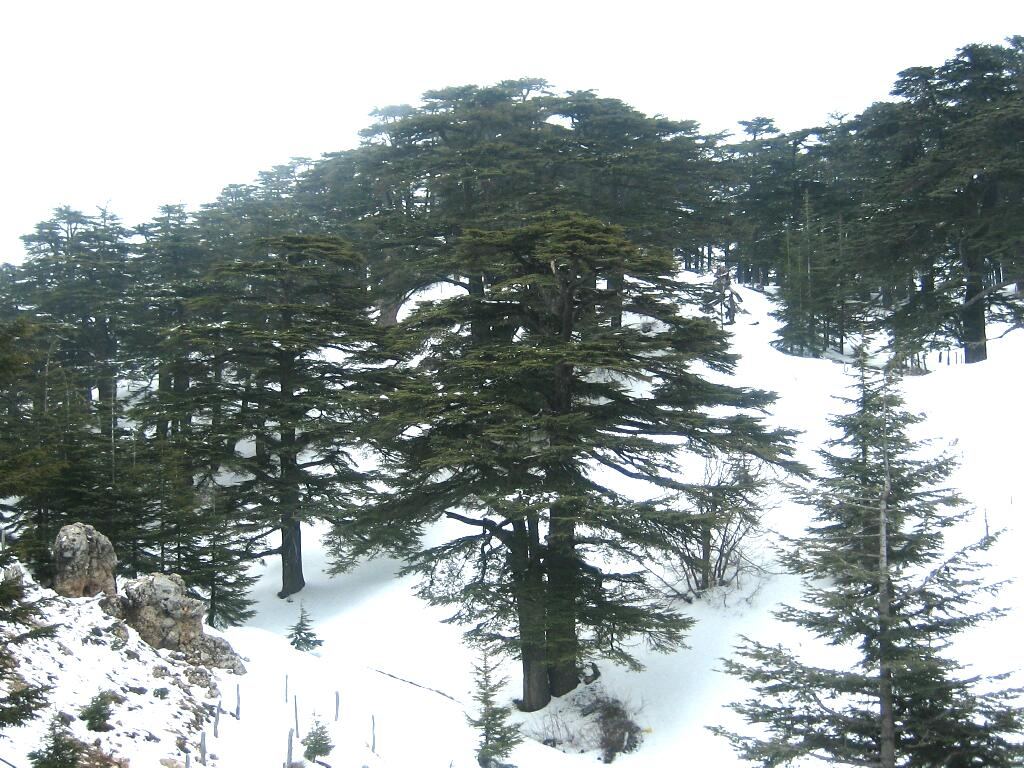
غابة الأرز في الشمال

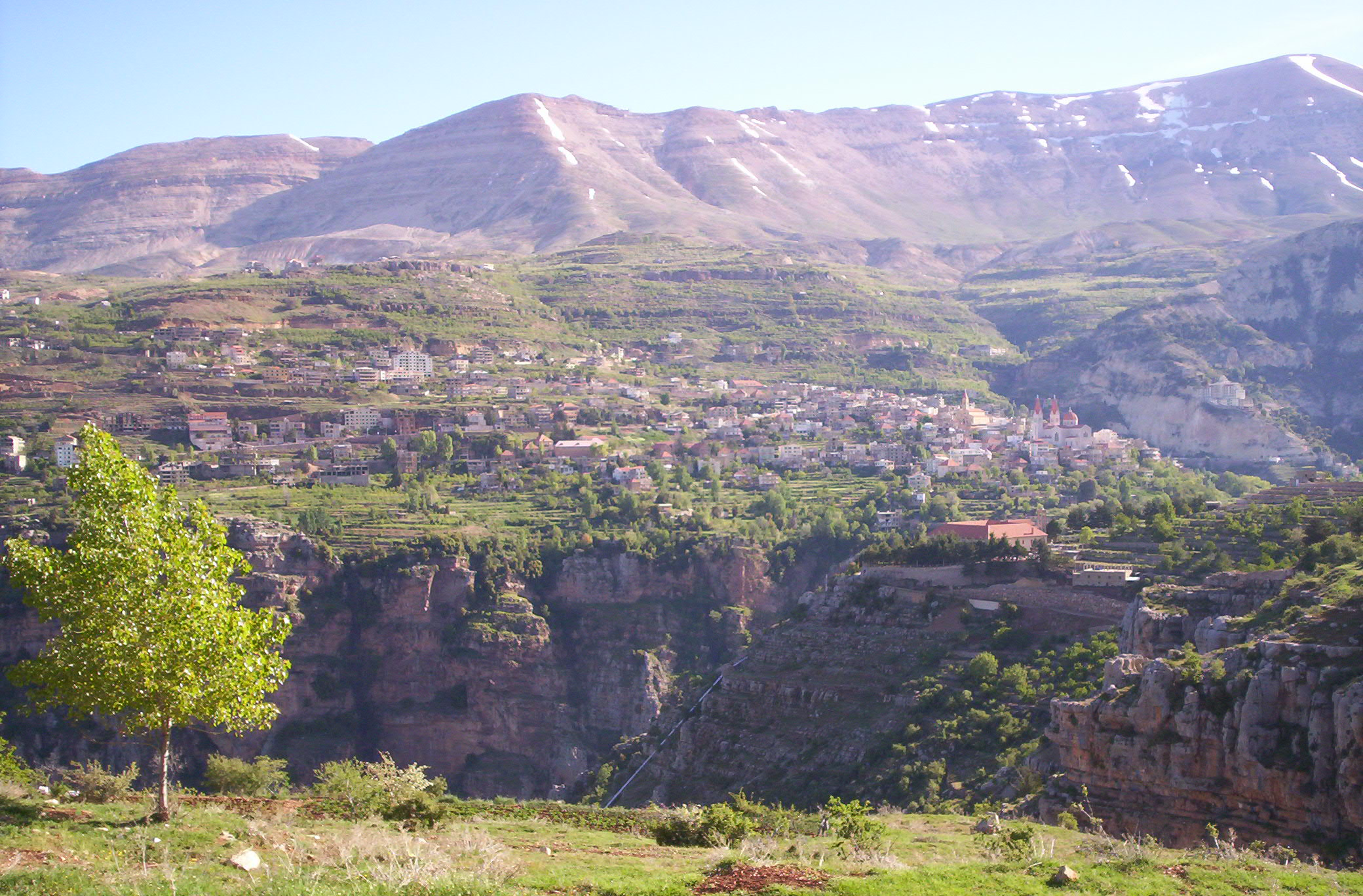
منطقة بشري في الأرز

منطقة الأرز تقع في شمال لبنان على سلسلة جبال لبنان الغربية وهي إحدى أبرز المناطق السياحية في لبنان حيث تشتهر بوجود شجر الأرز المعمر الذي يعتبر رمز لبنان الوطني.

## الوصول للأرز
يتم الوصول إلى الأرز إما عبر البقاع أو من الساحل. فالطريق الأولى تنطلق من بلدة «دير الأحمر» الواقعة عند السفوح الشرقية من سلسلة جبال لبنان الغربية، فتتسلق منعطفاتها المشرفة على سهل البقاع قرب عيون أرغش. وكلما اقتربت الطريق من القمة، ازداد الهواء نقاء والجو انتعاشاً وأصبح بالإمكان مشاهدة بعض المثلجات الصغيرة التي بقيت صامدة في وجه حرارة الصيف. ومع بلوغ القمة ينفتح أمام الناظر مشهد رائع يمتد ليشمل غابة الأرز ومحطة التزلج وليغوص في أعماق «وادي قاديشا» ويصل إلى البحر. غير أن هذه الطريق الجميلة تبقى مقفلة في فصل الشتاء بسبب تراكم الثلوج عليها.
أما الطريق الأخرى، وهي الأقصر، فتنطلق من «شكا» إلى «بشري»، ومنها تتشعب إلى طريقين يوصلان كلاهما إلى بقعة الأرز التي لا تبعد عن «بشري» أكثر من سبعة كيلومترات. فالأولى، وهي طريق قديمة، تمتاز بتعرجاتها الضيقة، تسمح للزائر ببلوغ «مغارة قاديشا» وهو في طريقه إلى الأرز. أما الأخرى، فهي أكثر حداثة وتجهيزاً بحيث أنها تبقى سالكة في أيام الشتاء. وأيا كانت الطريق، فسينعم الزائر بالمناظر الخلابة، لا سيما عندما يبدأ الضباب بالتوغل في أحشاء الوديان.

## المعالم السياحية
عند الوصول إلى «الأرز» تطالعك الفنادق والمطاعم والملاهي التي تؤلف مركز استجمام يعمل على مدار السنة، ويلجأ إليه الهاربون من الحر والرطوبة صيفاً والراغبون في التزلج على الثلج شتاء. ولا تبعد غابة الأرز أكثر من كيلومتر واحد عن هذا المركز، عبر طريق تقوم على جانبيها المطاعم الصغيرة ودكاكين التذكارات. وتؤدي هذه الطريق عينها إلى مركز التزلج الذي يبلغ ارتفاعه 2,066 متراً فوق السطح البحر، ومن بعده إلى البقاع.

## وصلات خارجية
- الأرز.. شجرة لبنان السامقة استطلاع مصور من مجلة العربي.